# آتش‌سوزی ۲۰۱۸ والنسیا

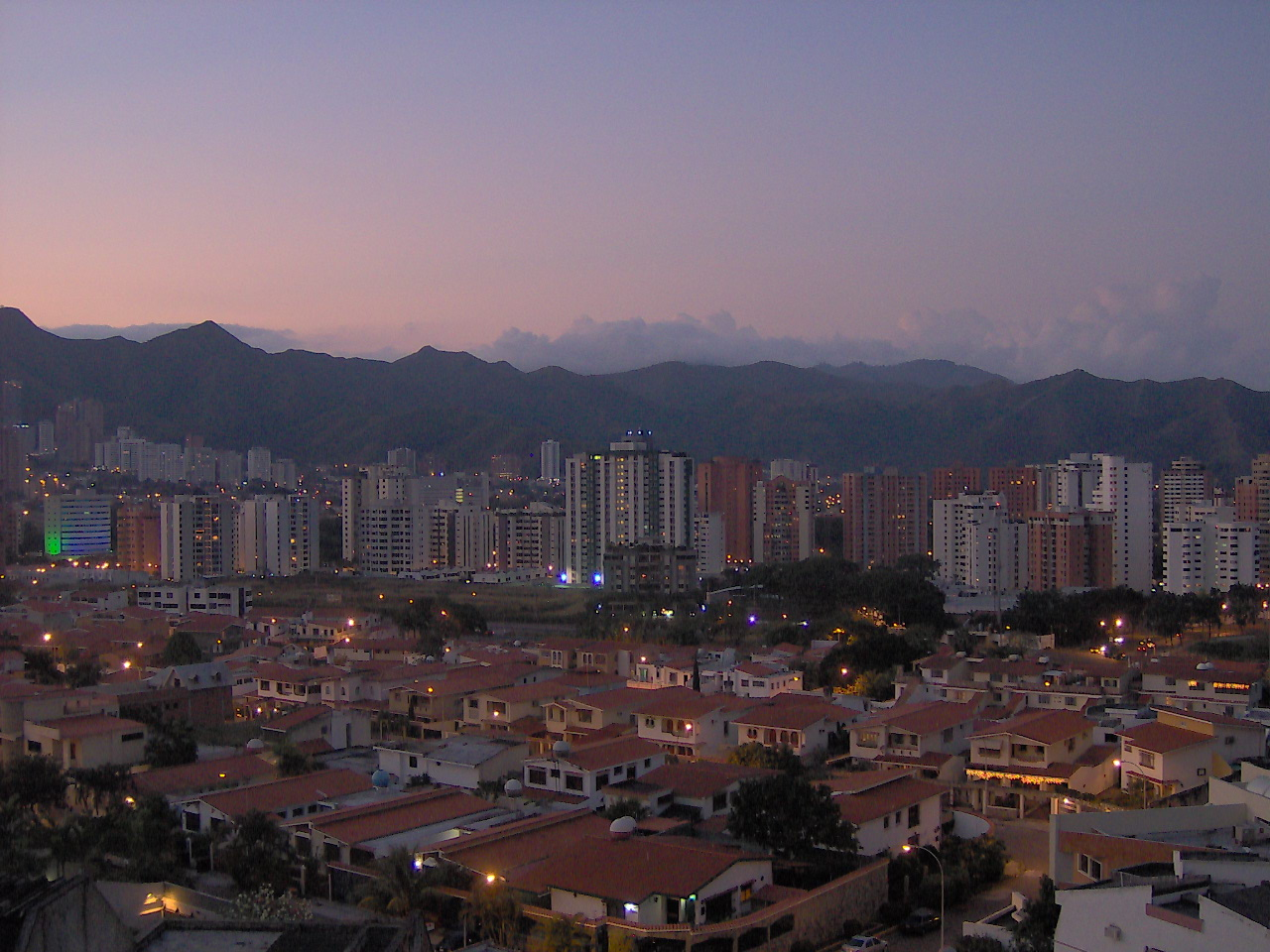
والنسیا

آتش‌سوزی ۲۰۱۸ والنسیا چهارشنبه شب ۲۸ مارس در شهر والنسیا در ایالت کارابوبو ونزوئلا به دنبال یک اغتشاش در یک بازداشتگاه پلیس آغاز شد و باعث کشته شدن دست‌کم ۶۸ نفر گردید.

## شرح حادثه
در شب چهارشنبه ۲۸ مارس ۲۰۱۸ به دنبال اغتشاش زندانیان یک بازداشتگاه پلیس در شهر والنسیا در ایالت کارابوبو در ۱۶۰ کیلومتری غربِ کاراکاس پایتخت ونزوئلا و به گروگان گرفتن یکی از محافظان زندان و آتش زدن تشک‌های زندان برای فرار، آتش‌سوزی رخ داد.
حضور خانواده‌های زندانیان که تلاش داشتند وارد ساختمان بازداشتگاه بشوند به درگیری با پلیس و پرتاب گاز اشک‌آور انجامید.

## تلفات
در این آتش‌سوزی دست‌کم ۶۸ نفر جان خود را از دست دادند. تعدادی از قربانیان خانواده‌های زندانیان بودند که برای ملاقات زندانیان به بازداشتگاه آمده بودند. اکثر قربانیان بر اثر استنشاق دود و خفگی جان خود را از دست دادند.
در این حادثه یک مأمور پلیس نیز تیر خورده‌است.

## اقدامات
مأموران آتش‌نشانی توانستند آتش را مهار کنند.